# Державний кордон між США і Мексикою

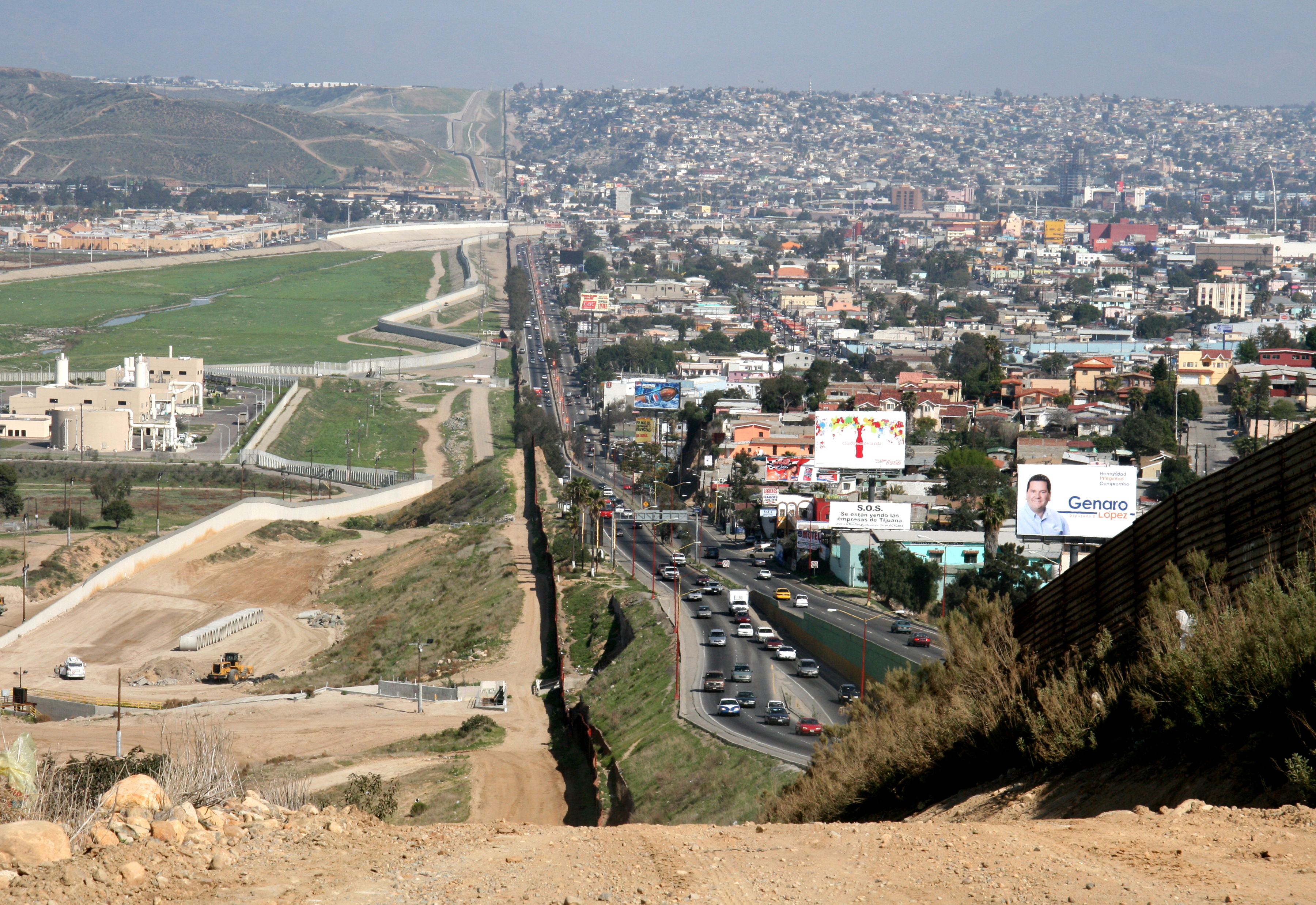
Нинішній кордон спочатку було визначено після мексикансько-американської війни (1846–1848). Більша частина кордону розташована на річці Ріо-Гранде на кордоні Техасу та північно-східної Мексики. Ліворуч розташований Сан-Дієго, Каліфорнія, а праворуч — Тіхуана, Нижня Каліфорнія. Будівля на передньому плані з боку Сан-Дієго — очисна станція, побудована для очищення річки Тіхуана.

Державний кордон США і Мексики (ісп. frontera Estados Unidos–México) має довжину понад 3200 км. Це кордон, який перетинають найбільше у світі, легально через нього переходять 350 мільйонів осіб на рік, а також близько 5 млн автомобілів та вантажівок.
З боку США поряд з кордоном розташовано 4 штати, а в Мексиці — 6 штатів.
Охороняють кордон понад 20 тисяч американських прикордонників, однак вони не мають можливості контролювати весь кордон.
Існують оцінки, що нелегально перетинає кордон близько 500 тисяч чоловік щорічно.
На деяких ділянках кордону створено металевий бар'єр (американо-мексиканська стіна), висотою близько 4—5 м. Він перекриває приблизно третину протяжності кордону.

## Географія

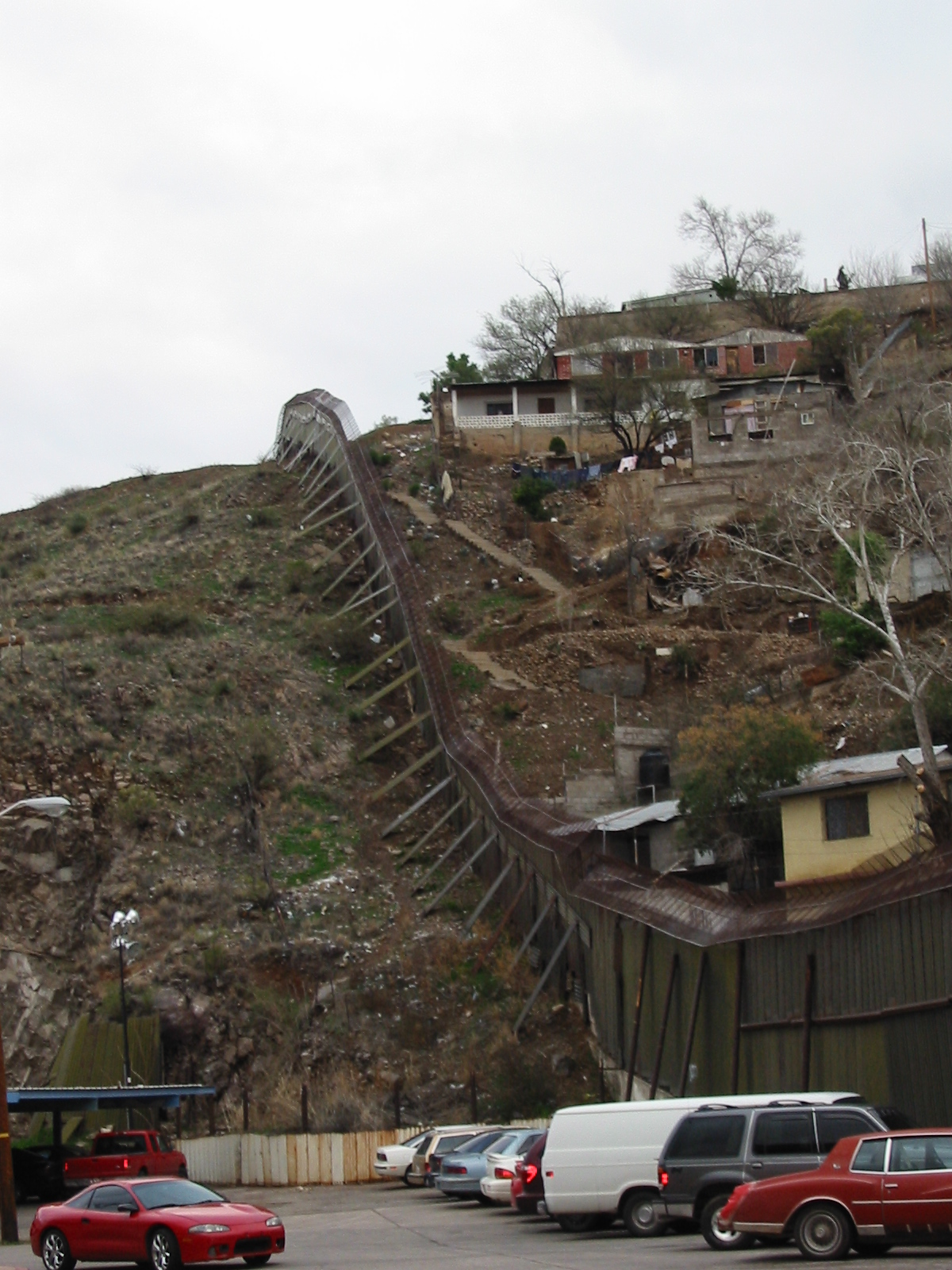
Ліворуч: Ногалес, Аризона; праворуч: Ногалес, Сонора

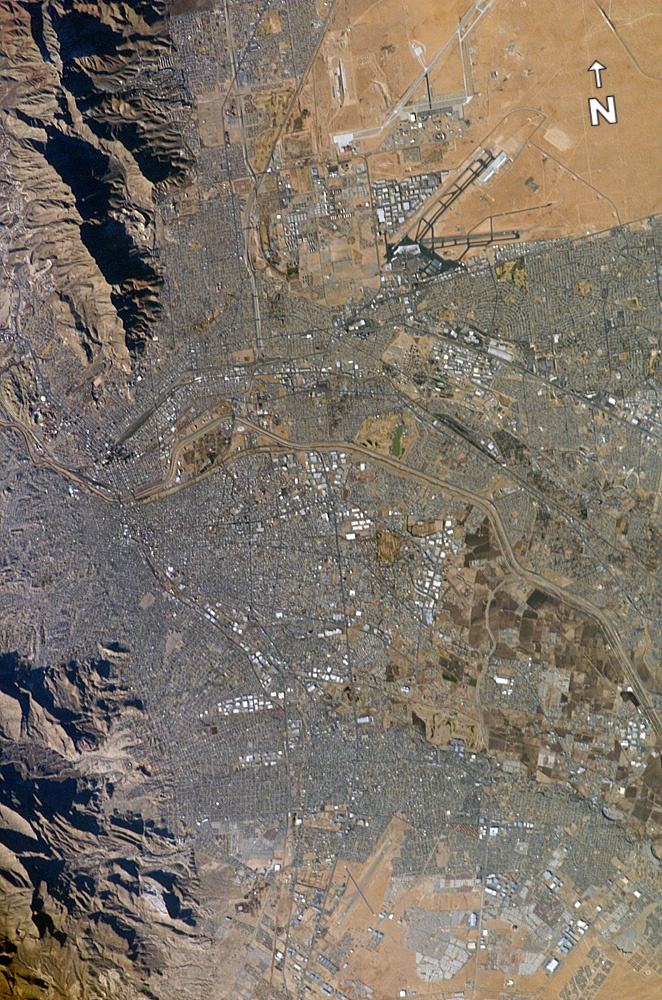
Ель-Пасо (зверху) і Сьюдад-Хуарес (знизу), розділені річкою Ріо-Гранде. Супутниковий знімок.

Від узбережжя Мексиканської затоки кордон проходить 2019 км гірською пустелею Чіуауа і 858 км безживною піщаною пустелею Сонора до річки Колорадо. 38 км кордон йде на північ угору за течією річки. Далі 226 км до тихоокеанського узбережжя — перетинаючи гористу основу півострова Нижня Каліфорнія. На узбережжі розділяє мегаполіси Сан-Дієго (штат Каліфорнія) і Тіхуана (мексиканський штат Нижня Каліфорнія).
Населення прилеглих до кордону округів США і муніципалітетів Мексики перевищує 12 мільйонів осіб. Більшість з них живе у великих містах, що утворюють пари по різні боки кордону, так звані міста-близнюки. Найбільші з них:
- Браунсвілл, Техас — Матаморос, Тамауліпас
- Ларедо, Техас — Нуево-Ларедо, Тамауліпас
- Ель-Пасо, Техас — Сьюдад-Хуарес
- Ногалес, Арізона — Ногалес, Сонора
- Ель-Сентро, Каліфорнія — Мехікалі, Нижня Каліфорнія
- Сан-Ісідро[en] — Тіхуана

### Прикордонні штати
| Мексика - Тамауліпас - Нуево-Леон (всього 13 км) - Коауїла - Чіуауа - Сонора - Нижня Каліфорнія | США - Техас - Нью-Мексико - Аризона - Каліфорнія |

## Історія кордону
Сучасний кордон між двома державами формувався поетапно. Після Американо-мексиканської війни 1846–1848 років за Гваделупо-Ідальгоським мирним договором кордон з Техасом встановлено за фарватером Ріо-Гранде, також до Сполучених Штатів відійшла велика територія, відома як Мексиканська поступка. Мексика отримала контрибуцію 15 мільйонів доларів. 1853 року кордон західніше від Ріо-Гранде перенесено південніше. Так званий договір Гадсдена обійшовся американській скарбниці в 10 мільйонів доларів. Після цього кордон не змінювався, за винятком декількох невеликих спорів під час демаркації кордону по Ріо-Гранде у 1927—1970 роках.

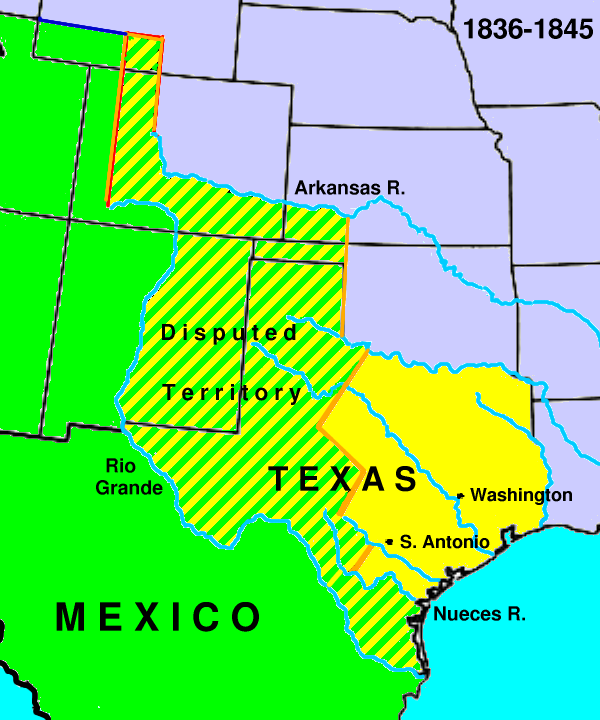
Карта Техасу, який приєднався до США

Мексиканська поступка — червоний колір; договір Гадсдена — помаранчевий

## Охорона кордону. Проблеми з незаконною міграцією
Окрім легального перетину, кордон США і Мексики лідирує і за кількістю нелегальних переходів. Більше одного мільйона осіб щорічно нелегально потрапляє до США через кордон із Мексикою. Більшість із них — мексиканці, але багато й вихідців з інших країн Латинської Америки, насамперед Центральної (за термінологією прикордонної служби США — «Other Than Mexicans» (OTM)). Прикордонний патруль США скаржиться на постійне недофінансування і брак персоналу. В середньому на милю кордону припадає близько чотирьох службовців, але більшість із них працює в районах великих населених пунктів, тоді як великі пустельні та гірські райони охороняються слабко. В населених місцях споруджені паркани-огорожі. Їх будівництво супроводжувалося галасом у пресі, але існують скептичні думки про їхню ефективність. Існують плани будівництва огорожі та охоронної стометрової смуги вздовж усього кордону. Це викликає протести і протидію з різних сторін:
- Уряд Мексики не зацікавлений у стримуванні еміграції, оскільки грошові перекази емігрантів на батьківщину становлять мільярди доларів на рік, а крім того, еміграція знижує рівень безробіття в країні;
- Різні іспаномовні та правозахисні організації на території США говорять про дискримінацію та нагнітання напруженості;
- Екологічні організації теж заперечують;
- Американські сільськогосподарські компанії чинять жорстку протидію — за оцінками експертів Каліфорнійського університету в Девісі, близько 45 % сільськогосподарських робітників у країні є іноземцями, що працюють незаконно.
- Інші галузі економіки США отримують вигоду від використання незаконної робочої сили.

За даними Прикордонної служби США, за період від 1 жовтня 2003 року до 30 квітня 2004 вони затримали 660 390 осіб, що незаконно переходили кордон. Через будівництво загороджень у населених місцевостях збільшилася кількість людей, що перетинають кордон у пустелях, іноді це закінчується загибеллю. За даними тієї ж служби, за період від 1998 до 2004 загинуло 1954 особи, з них у 2004 — 325 осіб.